# Теорема Мюнтца — Саса
Теорема Мюнтца — Саса — утверждение о достаточном условии равномерной аппроксимации произвольной непрерывной функции
степенными полиномами и достаточном условии её невозможности. Была доказана Мюнтцем в 1914 г. и Сасом в 1916 г. Играет важную роль в функциональном анализе.

## Равномерная аппроксимация функции
Говорят, что функцию {\displaystyle f(x)} можно равномерно аппроксимировать полиномами {\displaystyle a_{k}x^{\lambda _{k}}} на интервале {\displaystyle (a,b)} с точностью {\displaystyle \epsilon }, если {\displaystyle \max _{a\leqslant x\leqslant b}\left|f(x)-\sum _{1}^{n}a_{k}x^{\lambda _{k}}\right|<\epsilon }.

## Формулировка
Пусть {\displaystyle \lambda _{n}} - множество комплексных чисел с положительной вещественной частью. Произвольную непрерывную функцию можно равномерно аппроксимировать на интервале {\displaystyle (0,1)} полиномами {\displaystyle C+\sum a_{n}x_{n}^{\lambda }}, если
{\displaystyle \sum _{n=1}^{\infty }{\frac {Re\lambda _{n}}{1+|\lambda _{n}^{2}|}}=\infty }.
Такая аппроксимация всякой непрерывной функции невозможна, если
{\displaystyle \sum _{n=1}^{\infty }{\frac {1+Re\lambda _{n}}{1+|\lambda _{n}^{2}|}}<\infty }.